# Reinhold Schünzel
Reinhold Schünzel (n. 7 noiembrie 1886, Hamburg, Imperiul German – d. 11 noiembrie 1954, München, RFG) a fost un actor și regizor de film german, activ atât în Germania, cât și în Statele Unite. Fiul unui tată german și al unei mame evreice, s-a născut în cartierul St. Pauli, cea mai săracă parte din Hamburg. În ciuda faptului că era evreu, Schünzel a fost lăsat de naziști să continue să facă filme câțiva ani până când, în cele din urmă, a plecat să locuiască în străinătate. 

## Viața în Germania
Reinhold Schünzel (sau Schuenzel) și-a început cariera de actor în 1915 cu un rol în filmul Werner Krafft. A regizat primul său film în 1918, Mary Magdalene, iar în 1920, a regizat The Girl from Acker Street și Catherine the Great. A fost una dintre cele mai cunoscute vedete ale filmului mut din Germania după primul război mondial, perioadă în care filmele au fost foarte influențate de consecințele războiului. Schünzel a interpretat roluri atât în comedii, cât și în drame, adesea apărând ca un răufăcător sau ca un bărbat puternic și corupt. 
A fost influențat de cineaști precum mentorul său Richard Oswald și Ernst Lubitsch, pentru care a lucrat ca actor în filmul Madame DuBarry în 1919. 
Opera lui Schünzel a fost foarte populară în Germania, iar regimul nazist i-a acordat titlul de Ehrenarier sau arian onorific, permițându-i să continue să regizeze și să interpreteze ca actor în ciuda moștenirii sale evreiești (mama lui era evreică). El a descoperit că guvernul, mai întâi condus de Kaiser Wilhelm II și mai târziu de Adolf Hitler, a intervenit în proiectele sale cinematografice, ceea ce a făcut să părăsească Germania în 1937. Schuenzel a descris atât Kaiserul cât și pe Hitler ca „persoane cu autoritate recunoscută și cu cel mai prost gust dramatic”. 
S-a mutat în Statele Unite, unde a lucrat la Hollywood, jucând roluri de naziști și de oameni de știință. Unul dintre numeroasele exemple a fost filmul The Hitler Gang (1944), regizat de John Farrow. Acest film a prezentat ascensiunea lui Hitler de la un mic aventurier politic la dictatorul Germaniei, acesta este portretizat ca un gangster. În acest film, Reinhold Schünzel a jucat rolul generalului Erich Ludendorff. 

## Familie
Schünzel a avut o fiică, Marianne Stewart, care s-a născut la Berlin, Germania și și-a urmat tatăl devenind actriță. A apărut pe Broadway și a fost cunoscută pentru The Facts of Life (1960), Hush...Hush, Sweet Charlotte (1964) și Time Table (1956). 

## Schuenzel în Statele Unite
Schünzel a plecat în Statele Unite în anii 1930. Și-a început cariera americană la Hollywood în 1937, la Metro-Goldwyn-Mayer. Printre filmele pe care le-a regizat s-au numărat Rich Man, Poor Girl  (1938), Ice Follies (1939), Balalaika (1939) și New Wine (1941). El a mai jucat în filme precum The vicious cycle, Gang's Hitler și Dragonwyck, printre altele. Schünzel a mers la New York în 1945 pentru a debuta pe Broadway, cu toate acestea a devenit cunoscut publicului newyorkez după ce a regizat și a apărut împreună cu actorul germano-austriac născut elvețian Emil Jannings, într-un film numit Fortune's Fool, care a fost lansat în New York în 1928. De asemenea, pe Broadway a jucat în Temper the Wind în 1946 și în Montserrat în 1949. Cea mai memorabilă interpretare a sa a fost ca doctorul Anderson, un conspirator nazist, în filmul Notorious din 1946 regizat de Alfred Hitchcock. 
Printre premiile pe care le-a primit a fost și premiul Federal West German Film pentru cel mai bun rol secundar în filmul My Father's Horses. A devenit cetățean american în 1943 și s-a întors în Germania în 1949. Schünzel a murit în urma unui atac de cord la München, Germania.

## Filmografie

### Filme germane
- The Grehn Case (1916) - Kriminalrat Rat Anheim
- Der Fall Hoop (1916) - Kriminalrat Anheim
- Bubi Is Jealous (1916) - Hellmut Hartleben
- Werner Krafft (1916) - Heinz Kleinschmidt
- The Confessions of the Green Mask (1916)
- The Uncanny House (1916, 3 părți) - Engelbert Fox / Ralph Robin, detectiv particular
- His Coquettish Wife (1916)
- Die Stricknadeln (1916)
- The Knitting Needles (1916)
- Under the Spell of Silence (1916)
- Your Dearest Enemy (1916)
- Benjamin the Timid (1916)
- The Night Talk (1917)
- The Newest Star of Variety (1917)
- The Coquette (1917) - Tertianer Rolf
- The Unmarried Woman (1917)
- The Lord of Hohenstein (1917)
- Mountain Air (1917) - Von Storch
- The Bracelet (1918) - Hausfreund
- Countess Kitchenmaid (1918) - Der Schüchterne
- Put to the Test (1918) - Reichsgraf Adolar von Warowingen
- In the Castle by the Lake (1918) - Erich von Strehsen
- Cain (1918)
- Spring Storms (1918) - Reinhold, Neffe von Königswart
- Midnight (1918) - Dick Tillinghaft, Reporter
- The Mirror of the World (1918) - Konkurrent
- The Ballet Girl (1918) - Eduard Stutzig, Lebemann
- Diary of a Lost Woman (1918) - Graf Kasimir Osdorff
- Let There Be Light (1918) - Fabrikbesitzer Kallenbach
- Film Kathi (1918)
- Crown and Whip (1919)
- Liebe, die sich frei verschenkt (1919)
- Prostitution (1919) - Karl Döring
- Around the World in Eighty Days (1919) - Archibald Corsican
- Different from the Others (1919) - Franz Bollek
- One or the Other (1919)
- The Carousel of Life (1919)
- The Apache of Marseilles (1919) - Apache Badinguet
- Hedda's Revenge (1919) - Georg
- The Peruvian (1919) - Egon Hartenstein
- A Night in Paradise (1919) - Ede
- Seelenverkäufer (1919) - Orville
- Blonde Poison (1919) - Adolf Reiss
- Die Prostitution, 2. Teil - Die sich verkaufen (1919)
- The Secret of Wera Baranska (1919)
- Madame Du Barry (1919) - Minister Choiseul
- Madness (1919) - Jörges
- Seine Beichte (Bekenntnisse eines Lebemannes) (1919) - Achim von Wellinghausen
- During My Apprenticeship (1919) - Axel von Rambow
- Unheimliche Geschichten (1919) - Der Teufel (povestea principală) / Former husband (ep.1) / Murderer (ep,2) / Drunk (ep.3) / Artur Silas, detectiv (ep.4) / Travelling Baron (ep.5)
- Lilli's Marriage (1919) - Dr. Goldmann
- Lilli (1919) - Dr. Goldmann
- Die schwarze Marion (1919)
- The Duty to Live (1919)
- The Devil and the Madonna (1919)
- Was Den Männern Gefällt (1919)
- Love (1919) - Herbert Warfield
- Fieber (1919)
- Was den Männern gefällt (1919)
- The Rose of the Flyer (1919)
- The Loves of Käthe Keller (1919) - Erbprinz Ottokar
- The Girl and the Men (1919)
- The Secret of the American Docks (1919) - Corbett, Reisender
- Baccarat (1919)
- The Count of Cagliostro (1920) - Cagliostro
- Figures of the Night (1920) - Sekretär
- Dancer of Death (1920)
- Mary Magdalene (1920, regizor) - Leonhard
- The Dancer Barberina (1920) - Prinz von Carignan
- The Girl from Acker Street (1920, regizor)
- The Prisoner (1920) - Französischer Lagerkommandant
- Three Nights (1920) - Verbrecher
- The Bandits of Asnières (1920) - Jean, der Apache
- Moriturus (1920)
- Catherine the Great (1920, regizor) - țarul Petru al III-lea
- The Chameleon (1920)
- Christian Wahnschaffe (1920)
- The Anti-Detective (1920)
- The Last Hour (1921)
- The Story of a Maid (1921)
- Deceiver of the People (1921, regizor)
- Lady Hamilton (1921) - Ferdinand IV, König von Neapel
- Money in the Streets (1922) - Harry Lister
- Luise Millerin (1922) - Hofmarschall Kalb
- Bigamy (1922) - Alexandroff
- The Love Nest (1922) - Lothar von Brandt
- The Three Marys (1923) - Don Juan de la Marana
- The Treasure of Gesine Jacobsen (1923) - Rasmussen
- The Misanthrope (1923)
- Adam and Eve (1923) - Schieber
- The Slipper Hero (1923)
- The New Land (1924)
- Strong Winds  (1924, regizor)
- Battle of the Butterflies (1924) - Richard Keßler, Reisender
- A Woman for 24 Hours (1925, regizor)
- Rags and Silk (1925) - Max
- The Marriage Swindler (1925)
- Flight Around the World (1925) - Louis Renard
- The Flower Girl of Potsdam Square (1925) - Stiefelputzer
- Der Flug um den Erdball, 2. Teil - Indien, Europa (1925)
- The Salesgirl from the Fashion Store (1925)
- Cock of the Roost (1925) - Peter Abendrot
- Den of Iniquity (1925) - Emil Stiebel
- Zwischen zwei Frauen (1925)
- The Pride of the Company (1926) - Wilhelm, der Stolz der Kompagnie
- Tea Time in the Ackerstrasse (1926)
- Circus Romanelli (1926) - Der dumme August
- We'll Meet Again in the Heimat (1926) - Gustav Knospe
- The Imaginary Baron (1927) - Der Juxbaron
- Hello Caesar! (1927) - Caesar, Artist
- Heaven on Earth (1927) - Traugott Bellmann
- Always Be True and Faithful (1927) - Orje Duff
- Gesetze der Liebe (1927)
- Herkules Maier (1928) - Stadtreisender Herkules Maier
- Don Juan in a Girls' School (1928, regizor) - Dr. Eckehart Bleibtreu
- Adam and Eve (1928) - Adam Grünau
- You Walk So Softly (1928, regizor) - Gustav Mond
- From a Bachelor's Diary (1929) - Franz
- Peter the Mariner (1929) - Peter Sturz
- Column X (1929) - Robert Sandt, Führer der Kolonne X
- Love in the Ring (1930) (nemenționat)
- Phantoms of Happiness (1930, regizor)
- 1914 (1931) - țarul Nicolae al II-lea
- Ronny (1931, regizor)  (versiunea în limba germană)
- Ronny (1931, regizor) (versiunea în limba franceză)
- The Little Escapade (1931, regizor)
- The Threepenny Opera (1931) - Tiger Brown
- Her Grace Commands (1931) - Staatsminister Graf Herlitz
- Le Bal (1931) - Alfred Kampf (versiunea în limba franceză)
- Der Ball (1931) - Alfred Kampf (versiunea în limba germană)
- How Shall I Tell My Husband? (1932, regizor)
- Le petit écart (1932, regizor)
- The Beautiful Adventure (1932, regizor)
- The Beautiful Adventure (1932, regizor)
- Victor and Victoria (1933, scenarist și regizor)
- Season in Cairo (1933, regizor)
- Idylle au Caire (1933, regizor)
- The English Marriage (1934, regizor)
- George and Georgette (1934, regizor)
- Die Töchter ihrer Exzellenz (1934, regizor)
- La jeune fille d'une nuit (1934, regizor)
- Amphitryon (1935, scenarist și regizor)
- Les dieux s'amusent (1935, regizor)
- The Girl Irene (1936, regizor)
- Donogoo Tonka (1936, regizor)
- Donogoo (1936, regizor)
- Land of Love (1937, regizor)
- Die Stimme Reichstag's (1949) - rolul său

### Filme americane
- Rich Man, Poor Girl (1938, regizor)
- The Ice Follies of 1939 (1939, regizor)
- Balalaika (1939, regizor)
- The Great Awakening (1941, regizor)
- Hangmen Also Die! (1943) - Gestapo Insp. Ritter
- First Comes Courage (1943) - Col. Kurt von Elser
- Hostages (1943) - Kurt Daluege
- The Hitler Gang (1944) - Gen. Ludendorff
- The Man in Half Moon Street (1945) - Dr. Kurt van Bruecken
- Dragonwyck (1946) - Count De Grenier (nemenționat)
- Notorious (1946) - Dr. Anderson
- Plainsman and the Lady (1946) - Michael H. Arnesen
- Golden Earrings (1947) - Prof. Otto Krosigk
- Berlin Express (1948) - Walther
- The Vicious Circle (1948) - Baron Arady
- Washington Story (1952) - Peter Kralik

### Filme vest-germane
- The Dubarry (1951, regizor)
- Meines Vaters Pferde I. Teil Lena und Nicoline (1954) - Konsul Rittinghaus
- Meines Vaters Pferde, 2. Teil: Seine dritte Frau (1954) - Konsul Rittinghaus
- Eine Liebesgeschichte (1954) - Schlumberger, Schauspieldirektor (ultimul rol de film)